# NGC 2742
NGC 2742 = NGC 2816 ist eine Spiralgalaxie vom Hubble-Typ Sc im Sternbild Großer Bär. Sie ist schätzungsweise 61 Millionen Lichtjahre von der Milchstraße entfernt.
Das Objekt wurde am 19. März 1790 von dem deutsch-britischen Astronomen Wilhelm Herschel entdeckt.